# Sărata Nouă, Leova
Sărata Nouă (germană Neu-Sarata) este un sat din raionul Leova, Republica Moldova. Localitatea este așazată pe malul râului Sărata, un afluent al râului Prut, care i-a dat și numele.
Este traversată de drumul național care leagă municipiile Chișinău și Cahul. 

## Demografie

### Structura etnică
Structura etnică a localității conform recensământului populației din 2004:
| Grup etnic                                               | Populație | % Procentaj  |
| -------------------------------------------------------- | --------- | ------------ |
| Băștinași declarați Moldoveni Băștinași declarați Români | 1071 14   | 72,56% 0,95% |
| Bulgari                                                  | 230       | 15,58%       |
| Găgăuzi                                                  | 49        | 3,32%        |
| Ruși                                                     | 45        | 3,05%        |
| Ucraineni                                                | 42        | 2,85%        |
| Țigani                                                   | 11        | 0,75%        |
| Polonezi                                                 | 3         | 0,20%        |
| Alții                                                    | 1         | 0,75%        |
| Total                                                    | 1476      |              |